# Stanisław Dospewski

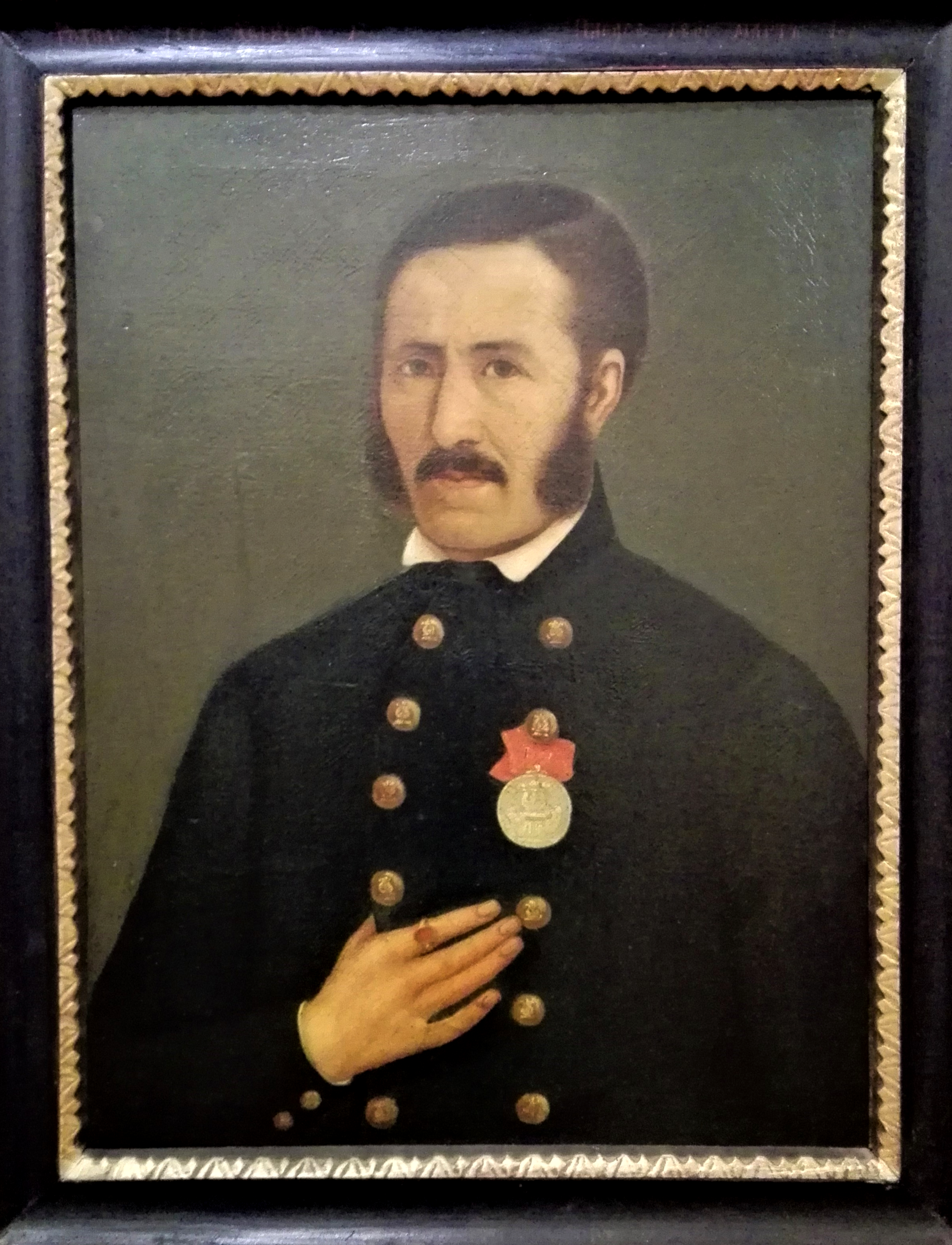
Autoportret

Stanisław Dospewski, właśc. Zafir Dimitrow Zograf (ur. 3 grudnia 1823 w Samokowie, zm. 6 stycznia 1878 w Konstantynopolu) – bułgarski ikonograf i malarz, jeden z pierwszych bułgarskich malarzy realistycznych. Jeden z najwybitniejszych bułgarskich malarzy okresu odrodzenia narodowego.

## Życiorys
Był bratankiem malarza Zacharego Zografa, również jego ojciec zajmował się malarstwem ikonowym. Ukończył szkołę w rodzinnym Samokowie, następnie kontynuował naukę w Płowdiwie. Ikonopisania uczył go ojciec, któremu od dzieciństwa pomagał w pracowni. W 1851 r. wyjechał na studia do Rosji. Kształcił się w Moskiewskiej Szkole Malarstwa, Rzeźby i Architektury, zaś od 1856 r. uczył się pod kierunkiem Bruniego i Basina w Cesarskiej Akademii Sztuk Pięknych. W Rosji zaczął posługiwać się nazwiskiem Stanisław Dospewski. Mając możliwość pozostania w Rosji (uzyskał tamtejsze obywatelstwo) postanowił wrócić do Bułgarii, by przekazywać dalej zdobytą wiedzę o rysunku i malarstwie.
Po powrocie bezskutecznie starał się o zgodę władz tureckich na otwarcie szkoły rysunku. Żył w Samokowie, następnie w Pazardżiku, dokąd przeprowadził się po ślubie z Mariolą Kujumdżiatą, córką zamożnego mieszczanina z tegoż miasta. W Pazardżiku zamieszkał w domu, który sam zaprojektował. Utrzymywał kontakty z działaczami bułgarskiego ruchu niepodległościowego.
Po wybuchu wojny rosyjsko-tureckiej w 1877 r. został aresztowany, osadzony w więzieniu w Płowdiwie, a następnie przewieziony do więzienia Mehterhane w Konstantynopolu, gdzie zmarł.
W jego domu w Pazardżiku znajduje się muzeum.

## Twórczość
Stanisław Dospewski wykonał całość lub część fresków w Monasterze Rylskim (w latach 1841–1846), w monasterze Wprowadzenia Matki Bożej do Świątyni w Batoszewie, w Monasterze Łopuszańskim, w monasterze Przemienienia Pańskiego pod Wielkim Tyrnowem. Stworzył również ikony Chrystusa i Matki Bożej dla cerkwi św. Mariny w Płowdiwie, ikonę św. Barbary dla cerkwi Świętych Konstantyna i Heleny w Płowdiwie oraz ikony Matki Bożej i Chrystusa dla cerkwi Zaśnięcia Matki Bożej w Płowdiwie. Jest autorem części wizerunków w ikonostasie cerkwi św. Niedzieli w Sofii oraz ikony Cyryla i Metodego oraz innych wizerunków w cerkwi Zaśnięcia Matki Bożej w Pazardżiku.
Poza ikonografią zajmował się malarstwem portretowym, tworząc m.in. wizerunki znanych sobie uczestników bułgarskiego ruchu narodowego.